# 35-я армия (Япония)
35-я армия (яп. 第35軍 Дай сандзю:го гун) — группировка сухопутных войск японской императорской армии, находившаяся в годы Второй мировой войны на Филиппинах.
Армия была выделена из Южной группы армий 26 июля 1944 года, и предназначалась для противодесантной обороны острова Минданао и Висайских островов. Когда в октябре 1944 года началась битва за Лейте, то основные силы армии были переброшены на остров Лейте для борьбы с высадившимися американскими войсками. После поражения в битве уцелевшие части перешли к партизанской войне. Официально армия была расформирована 19 апреля 1945 года.

## История
После того как в 1943 и начале 1944 года войска Союзников продвинулись через Соломоновы острова и Новую Гвинею, появилась угроза высадки на Филиппинах, целью которой было отрезать японские пути снабжения в Индонезию, южный Китай и Бирму. В ожидании американского вторжения Императорская ставка приказала усилить войска на Филиппинах, после чего 14-ю армия была преобразована в 14-й фронт. Армия, изначально состоявшая всего из двух дивизий, разрослась до 15 дивизий. Для улучшения структуры командования командование 14-го фронта 26 июля 1944 года сформировало на Себу 35-ю армию под командованием генерал-лейтенанта Судзуки Сосаку и передала в ее подчинение 16-ю, 30-ю, 100-ю и 102-ю дивизии. В то время как 16-я и 102-я дивизии были размещены на Лейте, 30-я и 100-я дивизии заняли позиции на Минданао.

### Битва за Лейте
20 октября 1944 года войска 6-й армии США высадились в южной части долины Лейте, начав тем самым битву за Лейте. 35-я армия, которая к тому времени была усилена 1-й и 26-й дивизиями и насчитывала на Лейте 55 000 человек, столкнулась с более чем 200 000 американскими солдатами. Армия отвела свои силы за горы в центральной части Лейте в направлении Ормока, заняв более выгодные оборонительные позиции, поскольку американцы не могли переправить достаточное количество бронетехники за горы. С 5 по 11 декабря 1944 года в ходе операции "Ва" 35-я армия поддерживала воздушно-десантную операцию "Те", целью которой было захватить или уничтожить несколько аэродромов, перешедших в руки американских войск на начальном этапе битвы за Лейте. Операция закончилась неудачей.

### Битва за Минданао
После захвата Лейте генерал Макартур направил войска на север, к Лусону, а 12 декабря 1944 года 8-я армия США под командованием генерал-лейтенанта Эйчелбергера высадилась на Минданао. Для обороны острова там были развернуты 30-я и 100-я дивизии Императорской армии. После того как американские войска высадились в плохо защищенной западной части Минданао, они быстро продвинулись в глубь острова и разделили две японские дивизии друг от друга. Генерал-лейтенант Мородзуми Гёсаку, командир 30-й дивизии, находился со своими войсками на северо-востоке острова в районе Суригао. 19 апреля 1945 года погиб командир 35-й армии, Сосаку Судзуки, и Мородзуми был назначен командующим 35-й армией. Однако Мородзуми проигнорировал это назначение, поскольку не мог поддерживать связь с другими частями в сложившейся ситуации. К середине мая 1945 года 30-я дивизия была разбита, и небольшие группы солдат отступили в труднопроходимые внутренние районы, где сопротивлялись до августа 1945 года и сдались после капитуляции Японии.
100-я дивизия располагалась на юге Минданао и была разгромлена под натиском двух американских дивизий (24-й и 31-й пехотных дивизий). В битве за город Давао она за несколько дней понесла потери в 4500 человек убитыми. Американские части продолжали наступать и к маю 1945 года смогли уничтожить 30-ю дивизию. Небольшие группы выживших отступили в глубь острова и так же сдались после капитуляции Японии в августе 1945 года.

### Себу
После потери Лейте и Минданао, в составе 35-й армии на Себу оставалось около 15 000 человек, которые закрепились в районе города Себу. 26 марта началась высадка американского десанта на Себу силами 8-й армии США. Японцы не смогли противостоять подавляющему количественному и качественному превосходству американцев, и в ходе завязавшихся боев погибло около 9 000 японских солдат. Остальные отступили в джунгли и горы.
19 августа 1945 года 35-я армия, представленная самым высокопоставленным из оставшихся в живых офицеров, генерал-лейтенантом Катаока Тадасу, капитулировала.

## Список командного состава

### Командующие
|   | Имя                              | С            | По             |
| - | -------------------------------- | ------------ | -------------- |
| 1 | Генерал-лейтенант Сосаку Судзуки | 28 июля 1944 | 19 апреля 1945 |

### Начальники штаба
|   | Имя                            | С               | По              |
| - | ------------------------------ | --------------- | --------------- |
| 1 | Генерал-майор Ёсихару Томотика | 28 июля 1944    | 14 ноября 1944  |
| 2 | Генерал-лейтенант Такадзи Вати | 14 ноября 1944  | 20 февраля 1945 |
| 3 | Генерал-майор Ёсихару Томотика | 20 февраля 1945 | 19 апреля 1945  |